# Jermyn Street
Jermyn Street – ulica w Londynie w dzielnicy St James’s na terenie gminy City of Westminster. Jednokierunkowa ulica ciągnie się przez około 500 m na południe od sąsiedniej i równoległej Piccadilly. Najbliższą stacją metra jest Piccadilly Circus.
Mieszkał przy niej m.in. Isaac Newton, a Polak Andrzej Ciechanowiecki prowadził dwie galerie sztuki.

## W kulturze
Przy Jermyn Street mieszczą się firmy sprzedające i wytwarzające męskie koszule, szczególnie szyte na miarę (np. Harvie & Hudson, Hawes & Curtis, Charles Tyrwhitt) i męską galanterię.

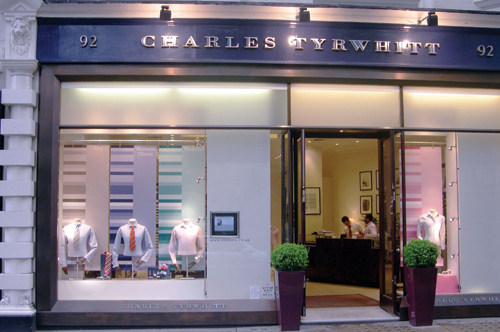
Sklep firmy Charles Tyrwhitt

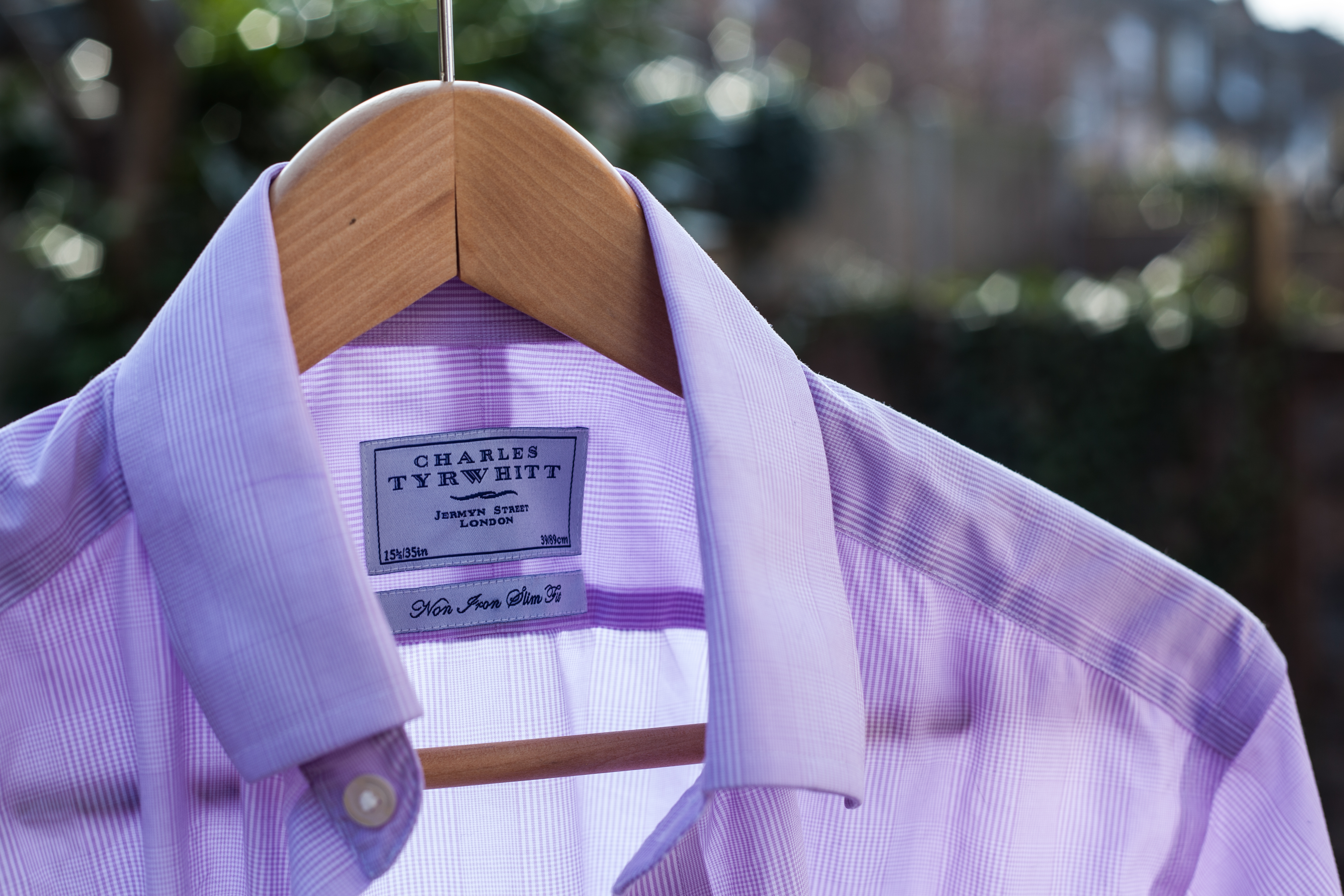
Koszula z nazwą ulicy